# Glen Innes
Glen Innes is een plaats in de Australische deelstaat New South Wales en telt 5707 inwoners (2006).

## Galerij

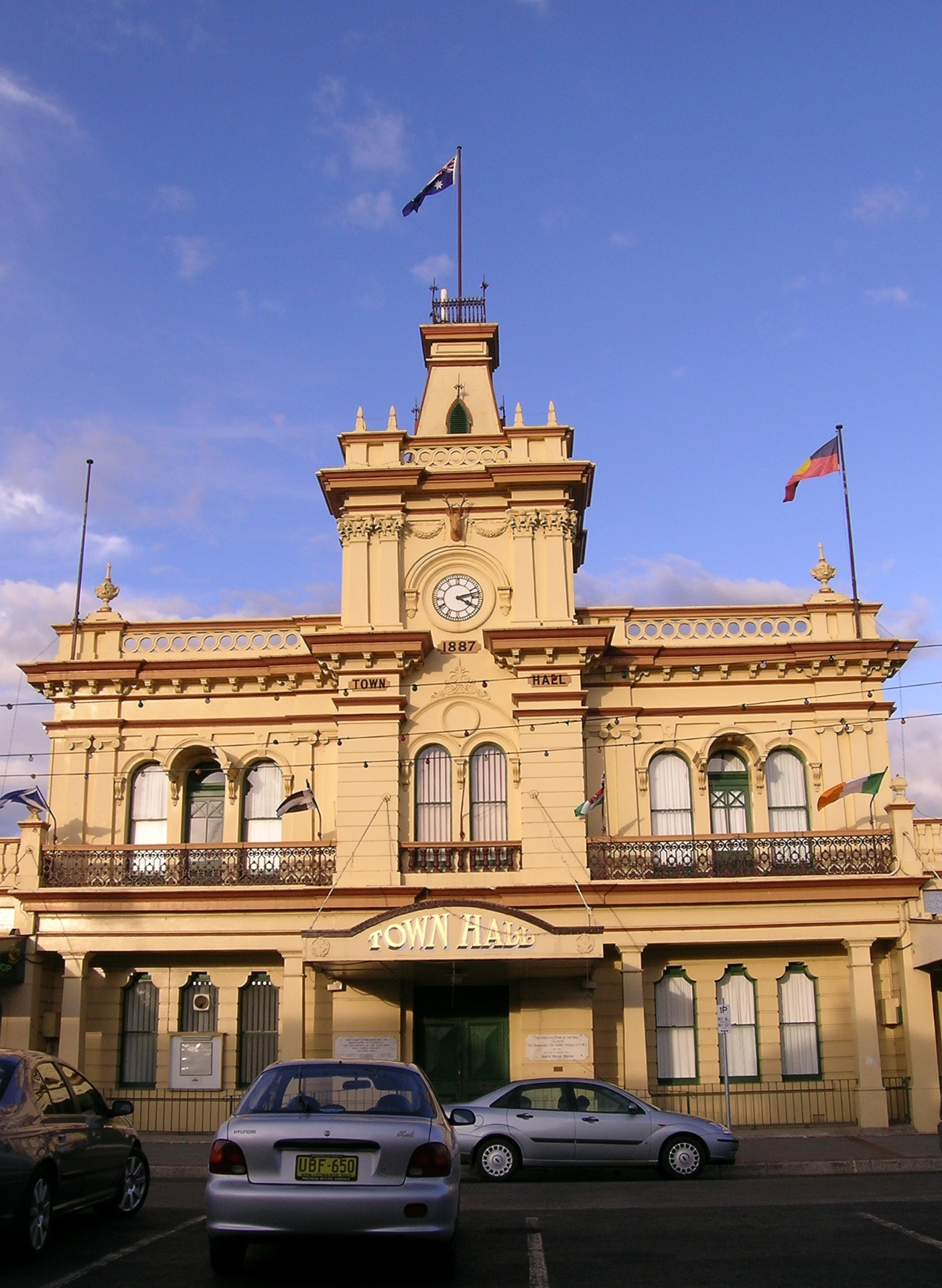
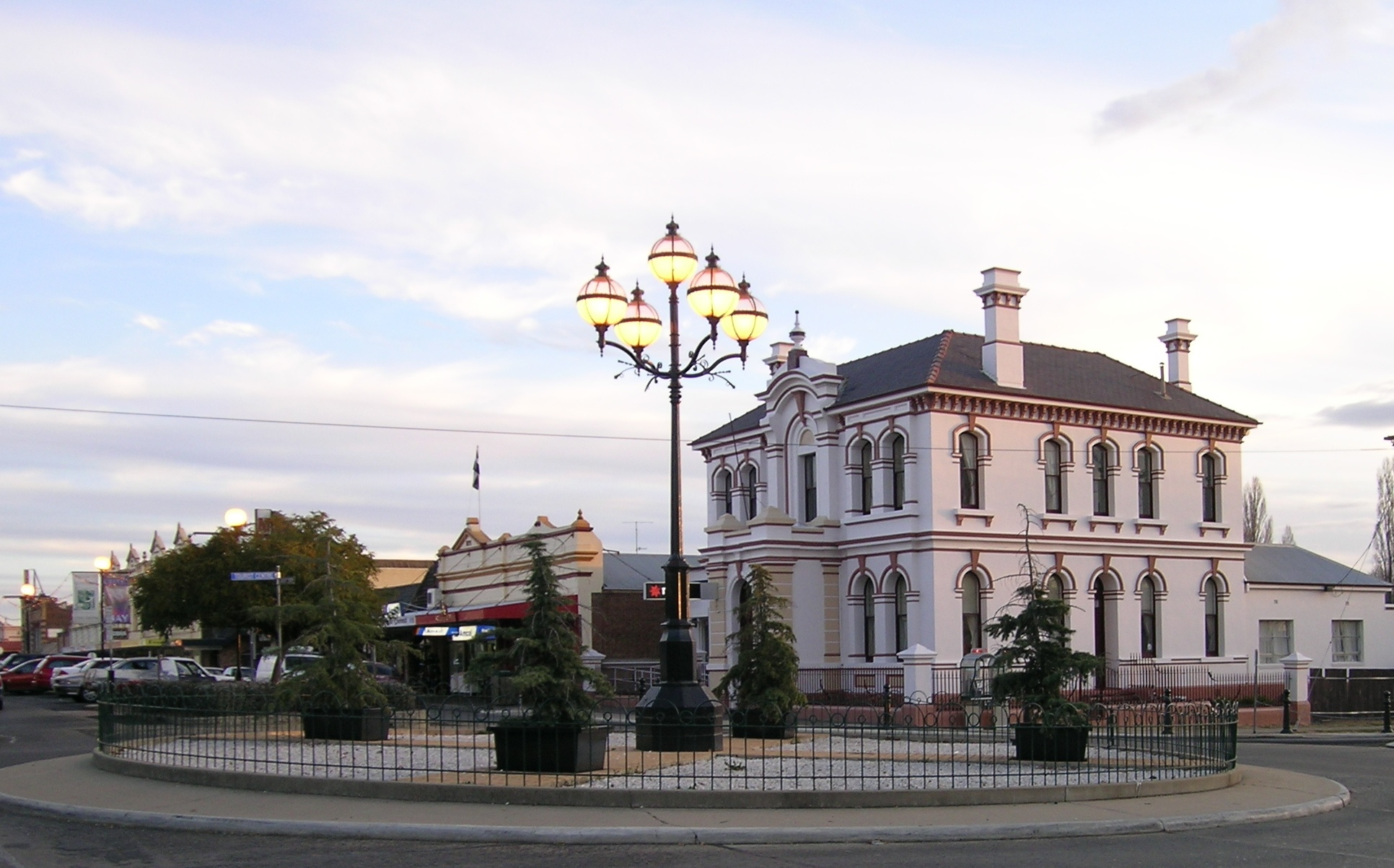
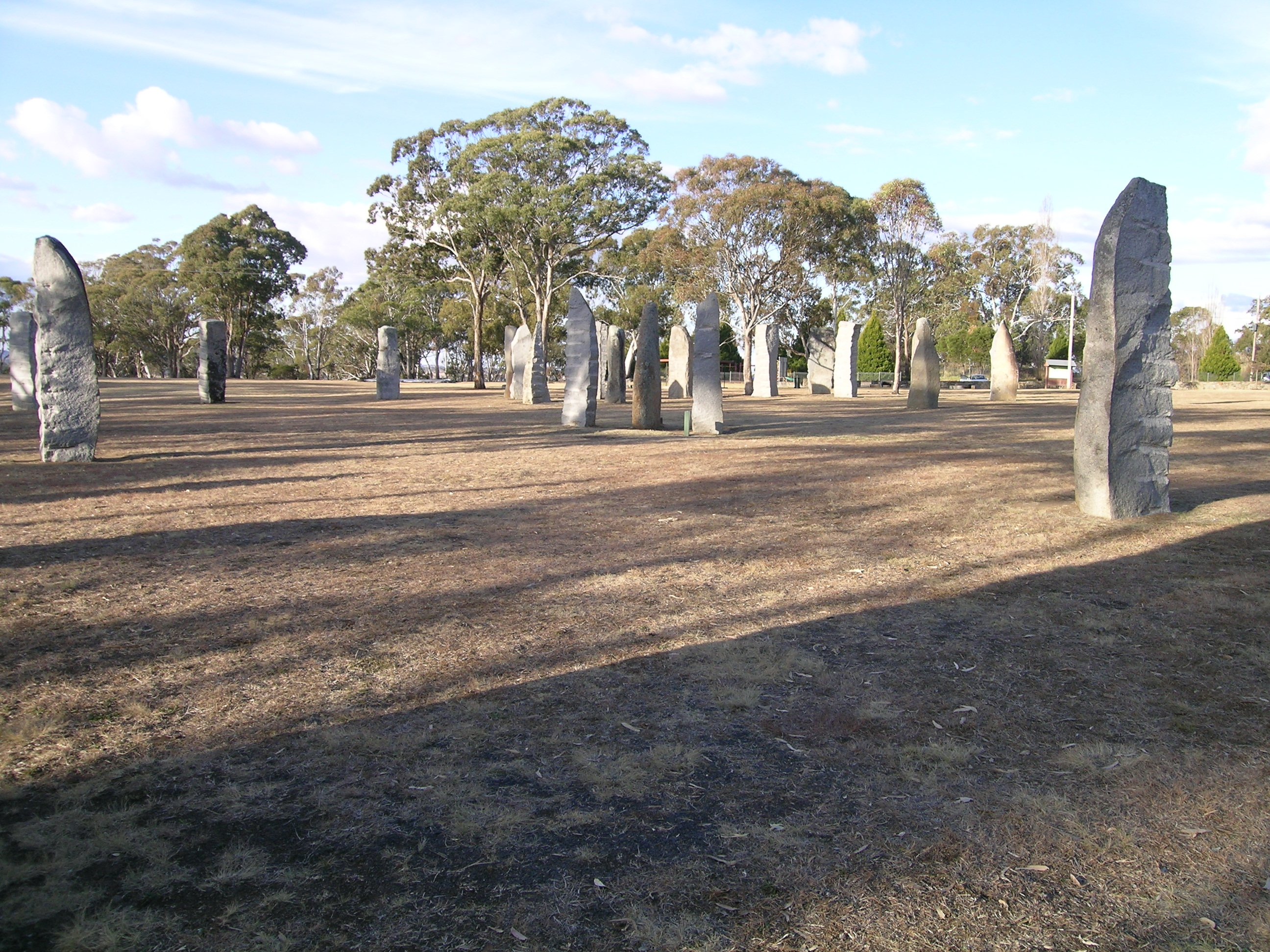
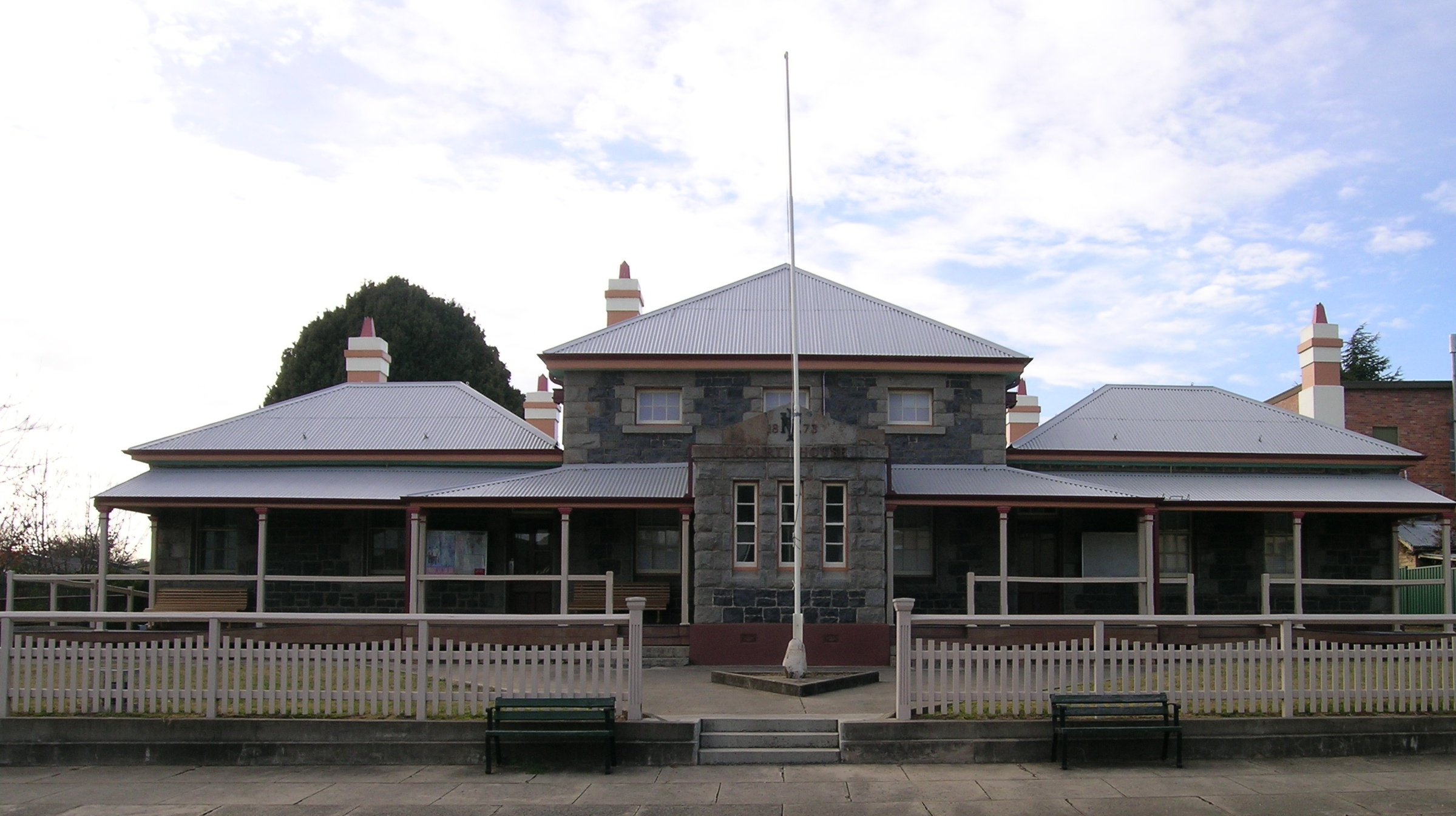
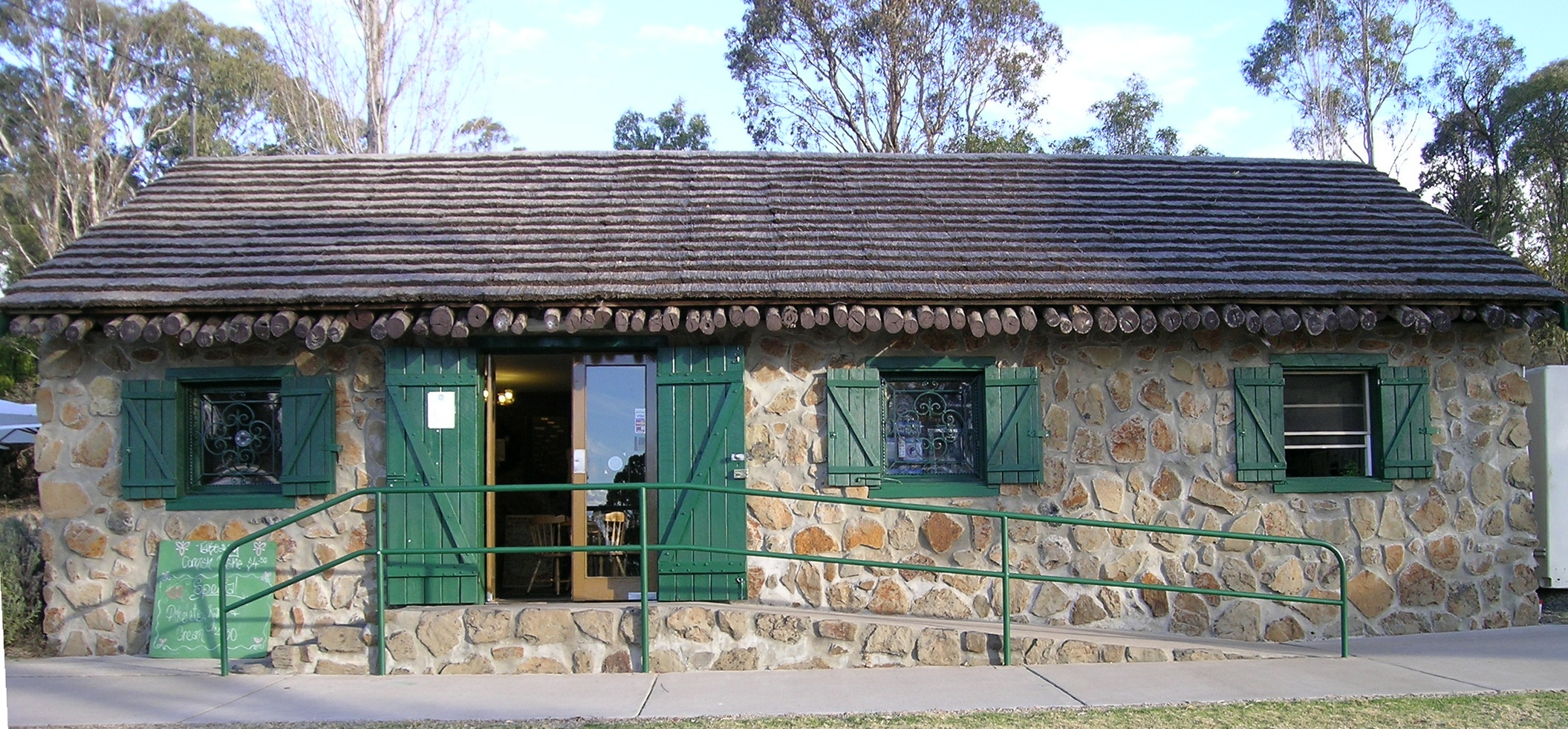